# Kecamatan Barumun Tengah
Kecamatan Barumun Tengah är ett distrikt i Indonesien.   Det ligger i provinsen Sumatera Utara, i den västra delen av landet, 1 100 km nordväst om huvudstaden Jakarta.